# Ace Ventura (série animada)
Ace Ventura: Pet Detective é uma série animada baseada no filme do mesmo nome.  A série foi produzida por Morgan Creek Productions e a companhia canadense Nelvana para a Warner Bros. Television. Ela estreou em 1995 e foi exibida até 1997 no canal CBS. A série foi retomada pela Nickelodeon de 1999 a 2000. Os roteiros são do conhecido animador Seth MacFarlane, responsável por Family Guy e American Dad.
Ace Ventura é um atrapalhado mas competente detetive particular, especializado em casos que envolvam quaisquer tipo de animais. O personagem animado repete todas os maneirismos criados pelo ator Jim Carrey para o filme. Ele se veste com uma camisa havaiana, dirige um carro velho e seu fiel companheiro é o chimpanzé Spike. Outro personagem de Carrey que ganhou versão animada, O Máskara teve um crossover com Ace, com um episódio em cada série. 
No Brasil, a série estreou na Warner Channel durante a 2ª metade de 1996, que exibiu em sua faixa infantil até o início dos anos 2000, nos blocos House of Toons e Warner Kids. Já na TV aberta, foi exibido na Rede Record entre 1997 e 2001, nos programas Mundo Maravilha, Desenhos da Vovó Mafalda, Desenho Mania, Sessão Desenho (não confundir com a versão mais conhecida do SBT), Domingo Criança e Eliana & Alegria. Em 31 de agosto de 1998, o desenho estreou no Cartoon Network, sendo exibido no canal até 2002. Também já foi ao ar pelo SBT no ano de 2004, dentro dos programas Sábado Animado e Bom Dia e Cia.
Em Portugal, a série foi exibida pelo Panda Biggs desde 17 de novembro de 2012.
Um jogo de computador estilo aventura baseado na série foi lançado em 1996.

## Episódios
Primeira temporada (1995-1996)
- 13 The Bull Market

Segunda temporada (1996-1997)
- 26 Have Mask, Will Travel

Terceira temporada (1999-2000) 
- 41 The Cat Who Paints

## Filmes
- Ace Ventura: Pet Detective de Tom Shadyac (1994)
- Ace Ventura: When Nature Calls de Steve Oedekerk (1995)
- Ace Ventura 3, terceiro e último filme da franquia lançado em 2009 sem a participação de Jim Carrey